# ルフィーノ・タマヨ

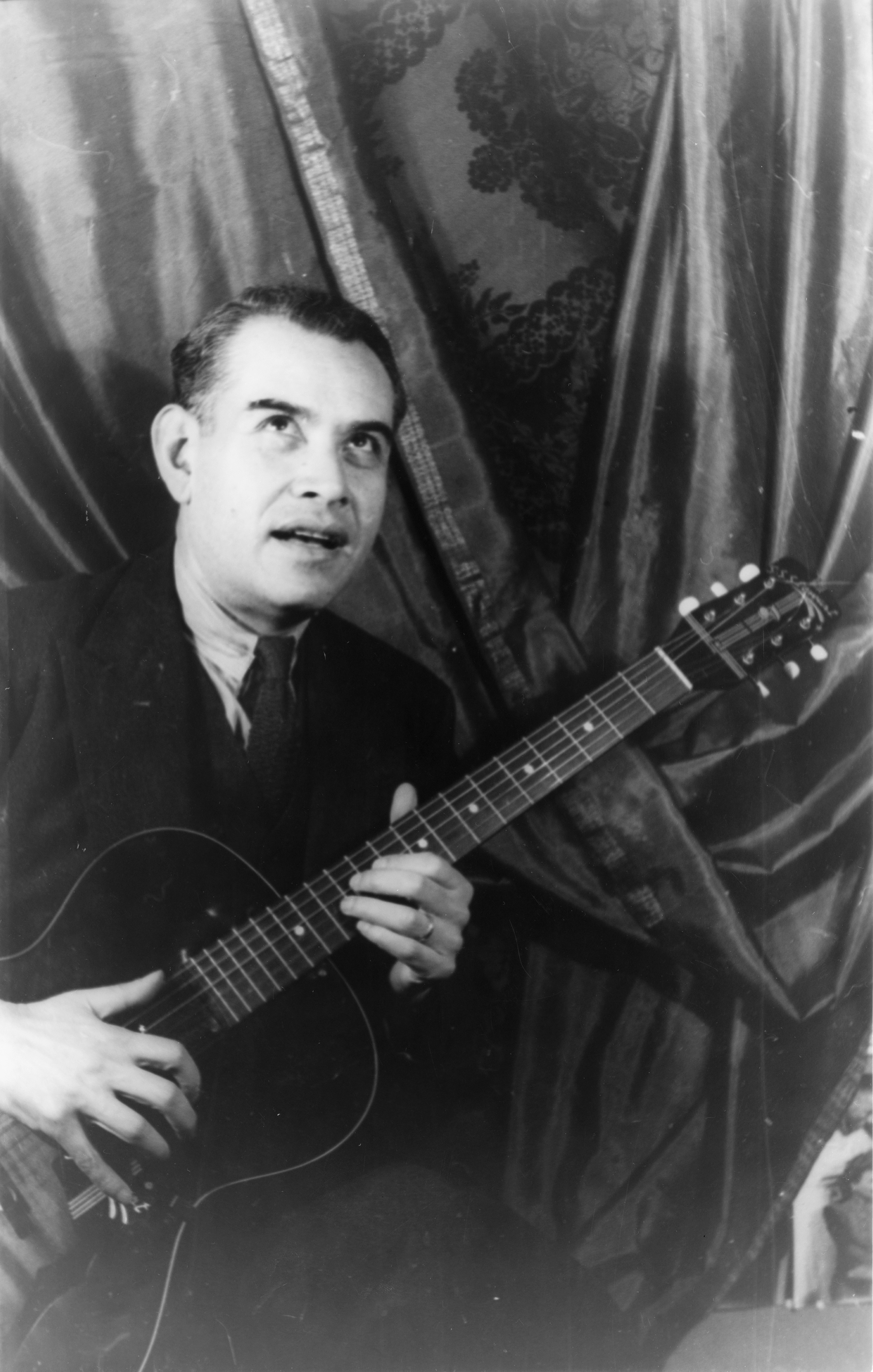
ルフィーノ・タマヨ（1945年）

ルフィーノ・デル・カルメン・アレジャネス・タマヨ（Rufino del Carmen Arellanes Tamayo 、1899年8月26日 - 1991年6月24日）は、メキシコの画家。

## 生涯
オアハカ州オアハカ・デ・フアレスの、メキシコ先住民サポテク系の家に生まれる。1911年、メキシコシティの伯母のところで育つ。1917年、国立造形芸術学校（Escuela Nacional de Artes Plasticas）に入学する。そこで、印象主義やキュービズムそしてフォービズムの画法を学ぶ。
メキシコ革命の時、ルフィーノ・タマヨは、政治運動より遠ざかり、自分の創作活動にいそしむ。そして、ディエゴ・リベラらと異なり、美術においてメキシコの伝統を重んじる。メキシコ・シティでの個展を実現し、広い人から注目された直後の1926年、ニューヨークへ行く。1929年、メキシコに戻り、そこで新聞や雑誌から高い評価を受ける。タマヨは、ミクソグラフィア（mixografía）と呼ばれる形式の版画にも取り組む。1937年より1949年まで、ニューヨークに暮らし、創作活動を展開して個展を開き、アメリカにおいても知名度を上げる。1949年にルフィーノ・タマヨは、パリに渡り、そこで10年間暮らす。1959年にメキシコに戻り、残りの人生を過ごすこととなる。1979年、故郷オアハカで、「ルフィーノ・タマヨ美術館」（Museo Rufino Tamayo）が設立される。
1991年6月24日死亡する。

## 作風とその評価
メキシコの伝統文化と、ヨーロッパ美術のフォービズムなどとの融合とされている。写実的な絵画ではない。
その一方で、彼の美術を評価する人も少なくない。2007年11月20日に、「三人の人物」（Tres Personajes）が、104万9,000ドルで落札されている。

## 日本における「ルフィーノ・タマヨ」
日本のメディアでは、1993年11月14日に、NHKの番組『日曜美術館』で、「ルフィーノ・タマヨ～メキシコの魂を謳う～」が実現されている。 
また、名古屋市美術館に、「夜の踊り子たち」、「苦悶する人」他数点が、コレクションとして収められている。東京国立近代美術館にも、「縞模様の人物」が所蔵されている。

## 代表作
- 三人の人物　Tres Personajes
- 男と女　Man and Woamn　（1972年作）
- パイプを吸う人　Hombre con Pipa　（1979年）
- 棒を持つ人　Hombre con Baston　（1980年作）
- 二人の兄弟　Dos Hermanos　（1987年作）
- 赤い人物　Figura en Rojo　（1989年作）

日本の美術館所蔵作品
- 黒人の仮面　（1939年作:名古屋市美術館所蔵）
- 夜の踊り子たち　（1948年作:名古屋市美術館所蔵）
- 苦悶する人　（1948年作:名古屋市美術館所蔵）
- 縞模様の人物　（1975年作:東京国立近代美術館）